# Râul Crișul Pietros
Râul Crișul Pietros este un curs de apă, afluent al râului Crișul Negru. Crișul Pietros este format prin confluența a două brațe: Galbena și Bulz în locul numit "Între Ape".

### Hărți
- Harta munții Bihor-Vlădeasa  Arhivat în 9 iunie 2008, la Wayback Machine.
- Harta munții Apuseni

## Galerie de imagini

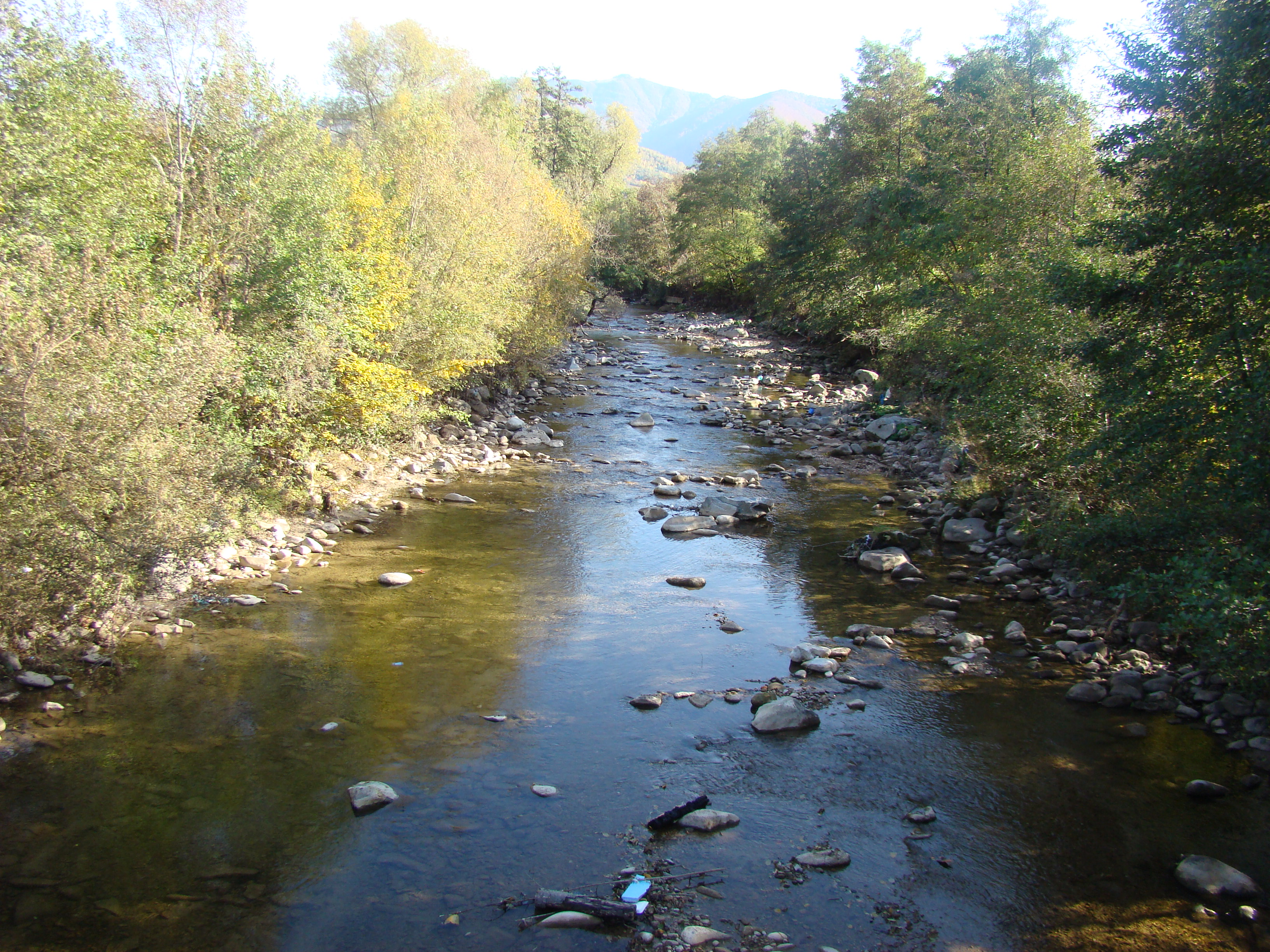
Crișul Pietros la Gurani